# Münchweiler am Klingbach
Münchweiler am Klingbach (pfälzisch Minchwoiler oder Mäichber) ist eine Ortsgemeinde im Landkreis Südliche Weinstraße in Rheinland-Pfalz. Sie gehört der Verbandsgemeinde Annweiler am Trifels an, innerhalb derer sie gemessen an der Einwohnerzahl die kleinste Ortsgemeinde darstellt.

## Geographische Lage
Die Gemeinde liegt im Wasgau, wie der Südteil des Pfälzerwaldes auch genannt wird, im Tal zwischen Annweiler am Trifels und Bad Bergzabern. Mitten durch den Ort fließt in West-Ost-Richtung der Klingbach. Nachbargemeinden sind – im Uhrzeigersinn – Waldrohrbach, Waldhambach, Klingenmünster und Silz.

## Geschichte
Der Name Münchweiler verweist auf Besiedlung durch Mönche.
Bis Ende des 18. Jahrhunderts gehörte die Gemeinde zu Pfalz-Zweibrücken und war dort als Exklave der Oberen Herrschaft dem Oberamt Guttenberg unterstellt.
Von 1798 bis 1814, als die Pfalz Teil der Französischen Republik (bis 1804) und anschließend Teil des Napoleonischen Kaiserreichs war, war Münchwiller – so der damalige Ortsname – in den Kanton Kandel eingegliedert, innerhalb dessen der Ort ebenfalls eine Exklave bildete. 1815 hatte die Gemeinde insgesamt 158 Einwohner. Im selben Jahr wurde der Ort Österreich zugeschlagen. Bereits ein Jahr später wechselte der Ort wie die gesamte Pfalz in das Königreich Bayern. Ab 1817 war der Ort Bestandteil des Kantons Annweiler. Von 1818 bis 1862 gehörte Münchweiler dem Landkommissariat Bergzabern an; aus diesem ging anschließend das Bezirksamt Bergzabern hervor.
Ab 1939 war der Ort Bestandteil des Landkreises Bergzabern. Nach dem Zweiten Weltkrieg wurde Münchweiler innerhalb der französischen Besatzungszone Teil des damals neu gebildeten Landes Rheinland-Pfalz. Im Zuge der ersten rheinland-pfälzischen Verwaltungsreform wechselte der Ort am 7. Juni 1969 in den neu geschaffenen Landkreis Landau-Bad Bergzabern, der 1978 in Landkreis Südliche Weinstraße umbenannt wurde. 1972 wurde Münchweiler der ebenfalls neu gebildeten Verbandsgemeinde Annweiler am Trifels zugeordnet.

## Politik

### Gemeinderat
Der Gemeinderat in Münchweiler besteht aus sechs Ratsmitgliedern, die bei der Kommunalwahl am 9. Juni 2024 in einer Mehrheitswahl gewählt wurden, und dem ehrenamtlichen Ortsbürgermeister als Vorsitzendem.

### Bürgermeister
Hans-Peter Carius wurde am 27. Juni 2019 Ortsbürgermeister von Münchweiler. Bei der Stichwahl am 16. Juni 2019 hatte er sich mit einem Stimmenanteil von 53,73 % durchgesetzt, nachdem bei der Direktwahl am 26. Mai 2019 keiner der ursprünglich drei Bewerber eine ausreichende Mehrheit erreicht hatte. Sein Vorgänger Hermann Hahn war nach 25 Jahren im Amt nicht erneut angetreten. Bei der Direktwahl am 9. Juni 2024 wurde Carius als einziger Bewerber mit 66,9 % für weitere fünf Jahre wiedergewählt.

### Wappen
| Wappen von Münchweiler am Klingbach | Blasonierung: „In von Silber und Schwarz gespalten, rechts ein Mönch in schwarzem Ordenshabit, in der Rechten ein aufgeschlagenes rotes Buch, in der Linken einen goldenen Abtstab haltend, links über gesenktem silbernen Wellenbalken, darunter ein goldenes Eichenblatt, ein wachsender rotbewehrter und -bezungter goldener Löwe.“ |
| Wappen von Münchweiler am Klingbach | Wappenbegründung: Durch den Mönch handelt es sich um ein „sprechendes Wappen“, der Wellenbalken symbolisiert den Klingbach |

## Kultur
Mit einem Wohnhaus und einem Wegekreuz existieren vor Ort insgesamt zwei Objekte, die unter Denkmalschutz stehen. Vor Ort findet jährlich eine sogenannte Kerwe statt.

## Verkehr und Infrastruktur
Am südlichen Siedlungsrand von Münchweiler verläuft die Landesstraße 493. Die Buslinie 531 des Verkehrsverbundes Rhein-Neckar verbindet die Gemeinde mit Landau in der Pfalz und Annweiler am Trifels. Nächstgelegener Bahnhof ist Annweiler am Trifels. Vor Ort existiert außerdem die sogenannte Wasgauhalle. Am südwestlichen Ortsrand befindet sich ein Friedhof.

## Söhne und Töchter der Gemeinde
- Jakob Bisson (1888–1963), katholischer Priester und Kirchenhistoriker